# Attert
Attert (Atert trong tiếng Luxembourg, Ater trong tiếng Walloon) là một đô thị của Bỉ. Đô thị này nằm ở tỉnh Luxembourg, vùng Wallonie.
Ngày 1 tháng 1 năm 2007, đô thị này có diện tích 70,94 km², có dân số 4.802 dân với mật độ dân số 67,7 người trên mỗi km².
Da
Đô thị này nằm ở khu vực nói tiếng Luxembourg, nhiều bảng tên đường bằng hai thứ tiếng.

## Hình ảnh

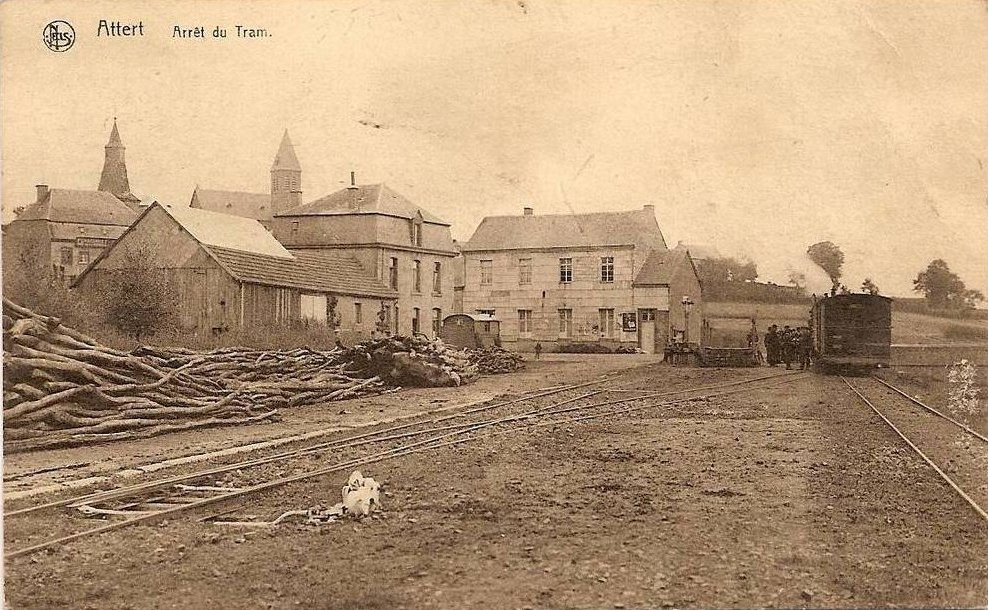
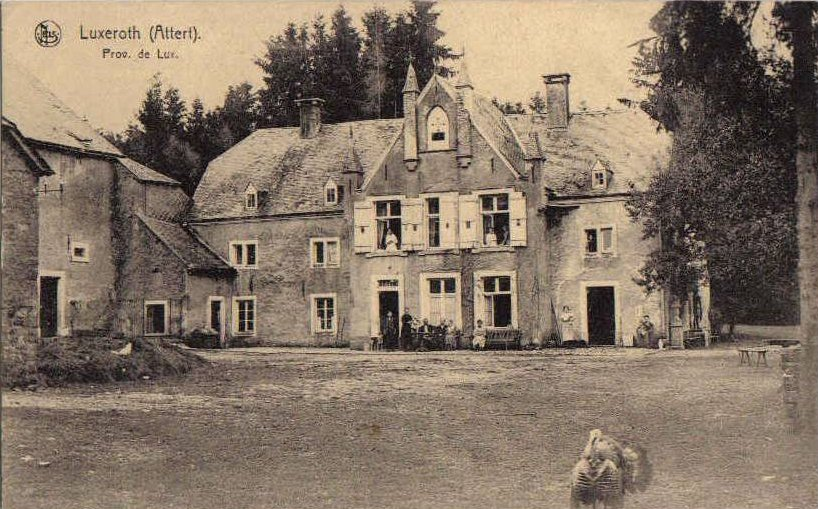
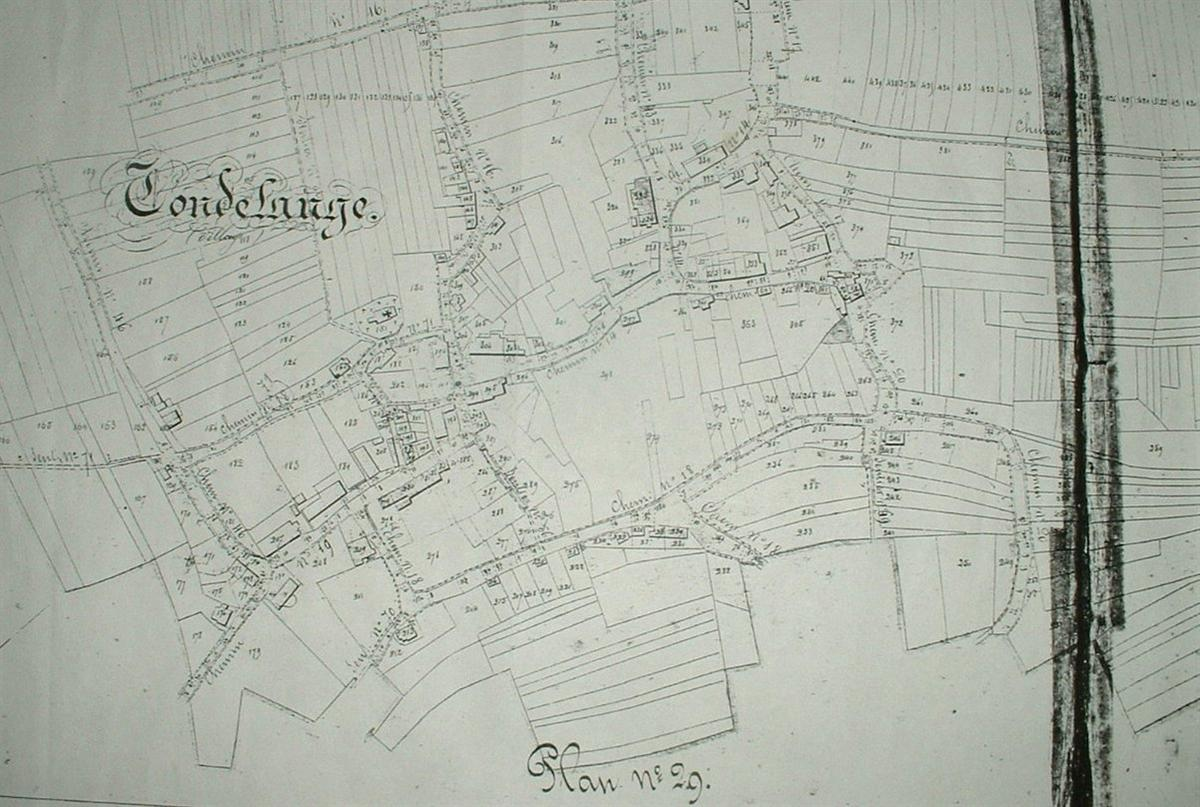
Tontelange 1876
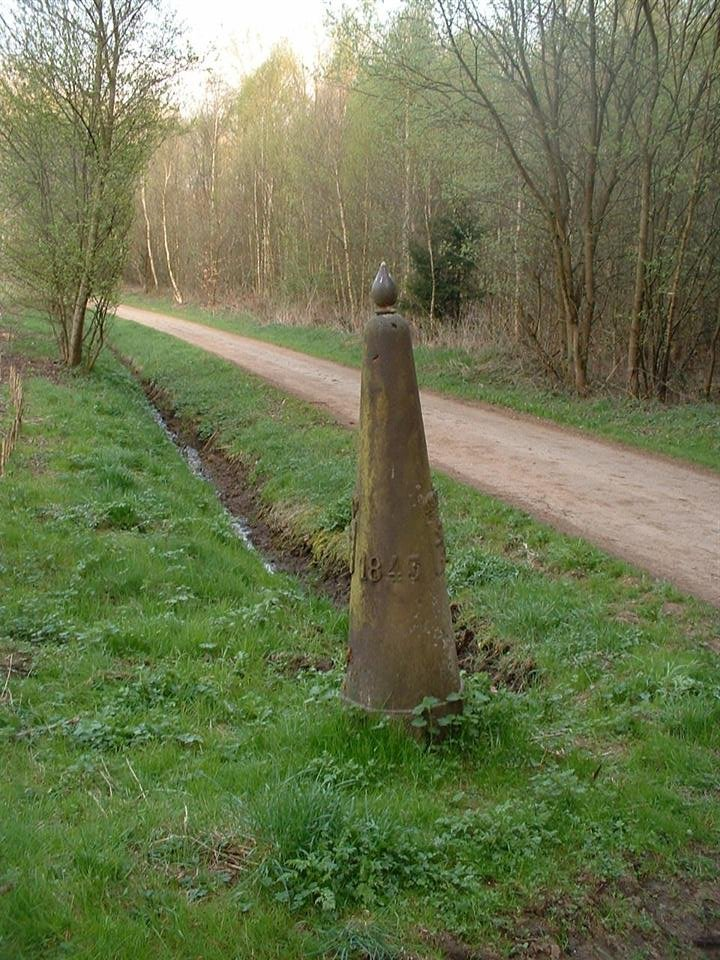
The boundary between Oberpallen and Tontelange - Borne 121